# シュウ酸オキシダーゼ
シュウ酸オキシダーゼ（oxalate oxidase）は、グリオキシル酸およびジカルボン酸代謝酵素の一つで、次の化学反応を触媒する酸化還元酵素である。
シュウ酸 + O2 + 2 H+ {\displaystyle \rightleftharpoons } 2 CO2 + H2O2
反応式の通り、この酵素の基質はシュウ酸と酸素とH+、生成物は二酸化炭素と過酸化水素である。補因子としてFADとマンガンを用いる。
組織名はoxalate:oxygen oxidoreductaseで、別名にaero-oxalo dehydrogenase, oxalic acid oxidaseがある。